# Jean-Jacques de Barrett
 (décembre 2019).
Si vous disposez d'ouvrages ou d'articles de référence ou si vous connaissez des sites web de qualité traitant du thème abordé ici, merci de compléter l'article en donnant les références utiles à sa vérifiabilité et en les liant à la section « Notes et références ».
Jean-Jacques de Barrett, né à Condom en 1717 et mort à Paris en 1792, est un traducteur français. 
Fils d'un Anglais qui avait suivi le roi Jacques II en France, il entre à l'École militaire de Paris où il est professeur de latin de 1762 à 1765, puis inspecteur général des études.

## Publications
Traductions
- Cicéron : Les Livres de Cicéron de la Vieillesse, de l'Amitié, les Paradoxes, le Songe de Scipion, la Lettre politique à Quintus. Traduction nouvelle, avec des remarques et le latin à côté sur l'édition de Graevius (1754)
- Cicéron : Les Offices (1758)
- Ovide : Les Métamorphoses (1778)
- Auteurs divers : Histoires et maximes morales, extraites des auteurs profanes (1781)
- Virgile : Les Œuvres (1787)
- Érasme : L'Éloge de la folie (1789)
- Nicolas Machiavel : Histoire de Florence (1789)
- Tacite : Mœurs des Germains et Vie d'Agricola, de Corn. Tacite. Traduction posthume avec le texte en regard, par de Barrett (1810)

Varia
- De la loi naturelle (1790)
- Histoire des deux règnes de Nerva et de Trajan (1790)